# Esența răului (Star Trek: Generația următoare)
„Esența răului” („Skin of Evil”) este un episod din primul sezon al serialul științifico-fantastic „Star Trek: Generația următoare”. Scenariul este scris de Joseph Stefano; regizor este Joseph L. Scanlan. A avut premiera la 25 aprilie 1988.

## Prezentare
O creatură malefică, asemănătoare cu o baltă de păcură, o ține pe Troi prizonieră pe o planetă extraterestră. În timpul misiunii de salvare, un membru al echipajului navei Enterprise își pierde viața.